# 沈治安
沈治安，河北宛平人，清朝政治人物。捐生出身。
乾隆五十一年十二月，擔任清朝廣東省潮州府豐順縣知縣。后由沈霖接任。